# 曹操
曹 操（そう そう、拼音：Cáo Cāo、永寿元年（155年） - 建安25年1月23日（220年3月15日））は、後漢末期の軍人・政治家・詩人で、実質的な魏の創始者。字は孟徳（もうとく）、幼名は阿瞞、または吉利。豫州沛国譙県（現：安徽省亳州市譙城区）の出身。廟号は太祖、諡号は武皇帝。

## 生涯

### 出生

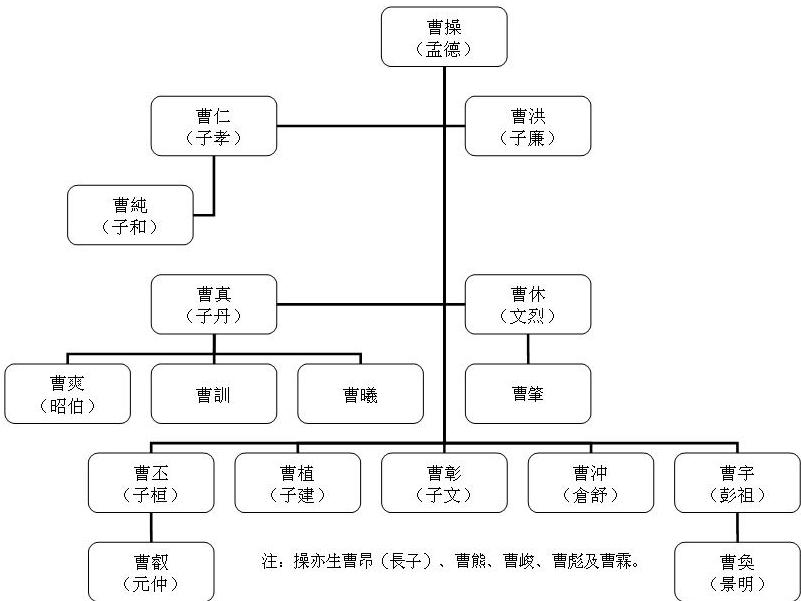
曹氏系図

後漢桓帝期の永寿元年（155年）に生まれる。本籍は沛国譙県（現在の安徽省亳州市）。その祖先は高祖劉邦に仕えた功臣曹参であると『三国志』「魏書武帝紀」には記されている。しかし曹参はその功績により平陽侯に封ぜられ、その家は魏晋時代まで存続していたことから、少なくとも曹操の家は曹参の嫡流ではないことは確定的で、曹操の祖先はおそらく一介の農民であったと思われる。
曹操の祖父曹騰は、安帝（在位106年-125年）の時に宦官として宮廷に入り、30年の長きに渡って政界を渡り歩いてきた政治家である。順帝の皇太子時代に勉強相手として任用され、順帝即位後には中常侍に抜擢される。さらに梁冀による桓帝擁立に関わり、その功により費亭侯に封ぜられ、大長秋に昇る。
曹操の父曹嵩は、曹騰の養子である。『三国志』に注釈を施した裴松之が引く『曹瞞伝』及び郭頒『魏晋世語』では、曹嵩はもともと夏侯氏で、曹操の部下の一人夏侯惇の叔父であったとするが、「武帝紀」では曹嵩の出自はよくわからないとしている。曹嵩もまた官界に入り、司隷校尉・大鴻臚などを歴任した後に、三公の一つ太尉に昇る。この時に、その地位を得るために一億銭を使ったという。
曹騰には兄が3人おり、長兄・曹褒の孫に曹仁と曹純。また、名前の伝わらない次兄の孫が曹洪・ひ孫が曹休である。

### 若き日
曹操は若くして機知と権謀に富んだが、放蕩を好み品性や素行を治めなかったため世評は芳しくなかった。この時期の曹操の逸話として口うるさい叔父を仮病により陥れたという話やのちに争うことになる袁紹と花嫁泥棒を行って曹操の機知により窮地を脱した話などが残るが、いずれも信憑性は低い。
士大夫の中での評判が芳しくない中で、橋玄と何顒は曹操を高く評価した。橋玄は曹操の本貫譙県の近くにある梁国（現在の河南省商丘市）の人で、曹操を見るなり「天下はまさに乱れようとしている。天命の持ち主でなければ救うことは出来ない。それを収めるのは君である」と絶賛した。また何顒も曹操をひと目見て「天下を安んずるものはこの人である」と言ったと伝わる。
そして橋玄の勧めにより当時人物評価で著名であった許劭の元へ赴いて評価を求めたところ、許劭は「あなたは治世の能臣・乱世の奸雄だ」と述べたという（『異同雑語』）。
この評により郷里で名を知られるようになり、熹平三年、20歳のときに孝廉に推挙されて郎（皇帝の身近に使える官。郷挙里選でふつう誰もが最初に着いて、ここから実際の職務に就く。）となり、洛陽北部尉（洛陽北部の警察担当）に任ぜられる。曹操は着任すると、違反者に対して厳しく取り締まった。その任期中に、霊帝に寵愛されていた宦官蹇碩の叔父が門の夜間通行の禁令を犯したので、曹操は彼を捕らえて即座に打ち殺した。このため法の禁を犯す者は現れなくなり、曹操を疎んじた宦官などは追放を画策するも理由が見つからず、逆に推挙して頓丘令（頓丘県の県令）に栄転させることによって洛陽から遠ざけた。光和元年（178年）に霊帝の皇后宋皇后が廃位されるという事件があり、連座して免官された。二年後に再び召されて議郎（政教の得失を議論した官）となる。
光和7年（184年）、黄巾の乱が起こると騎都尉（皇帝の侍従武官）となり、皇甫嵩・朱儁の配下に入って潁川での討伐に向かった。ここで功績を挙げて済南の相に任命された。済南でも辣腕を発揮し、郡下の10人いる県令のうち8人を汚職にて罷免。また新末後漢初の反乱の契機となった城陽景王の祠を淫祠邪教として廃棄し、官吏の祭祀を禁止した。その後に、東郡太守へと移るように言われたが、これを拒否して郷里に隠棲した。
袁紹とはこの頃から親しい付き合いがあり、当時の政界に不満を持つ若手は袁紹を中心として一派閥を作り、これに袁紹の弟袁術が対抗した派閥を作っていた。曹操もまた袁紹派の一人であり、前述の何顒や後の反董卓連合において主導した張邈なども袁紹の「奔走の友」と呼ばれた間柄であった。
黄巾の乱は終結していたもののその後も北の黒山軍・白波軍、西の辺章・韓遂など漢政府に対する反乱は続発しており、曹操自身にも王芬・許攸・周旌らによる霊帝を弑逆せんとするクーデター計画の誘いが来ていたが、曹操はこれを断った。
中平5年（188年）、霊帝が新たに編成した西園軍の指揮官の一人（西園八校尉）、典軍校尉に任命された。この時に袁紹や淳于瓊などもこの八校尉に任命されている。

### 反董卓連合
霊帝が崩御すると霊帝の皇后である何皇后の子である弁と協皇子（陳留王、後の献帝）との間で後継争いが起きるが、弁側が勝利して皇帝となる（廃帝弁）。何皇后の兄である大将軍何進は自らの専権を確立するために十常侍に代表される宦官勢力を撲滅する計画を立てていたが、先んじられて何進は殺される。これに対して袁紹や袁術は宮中に乱入して宦官たちを殺害、混乱の中で皇帝弁と協皇子は宮廷外に脱出した。曹操は計画を先に聞かされていたが、反対していた。宦官討伐の計画に先んじて、何進は各地の将軍に対して洛陽に集まるようにと檄文を下していたが、これに応えて西北から董卓がやってきて、弁と協皇子を確保した。董卓は弁を廃して協皇子を自らの傀儡として皇帝（献帝）に立てる。この状況に曹操や袁紹は洛陽から逃走して郷里で挙兵した。
曹操が洛陽から逃げ出す際に、呂伯奢という旧知の人の家を訪ねた時に曹操が殺人を犯したとの話が残る。まず『魏書』では「曹操が訪ねた時に呂伯奢は不在であり、呂伯奢の息子とその仲間が曹操の財物を奪おうとして争いになり、その際に曹操が数人を斬り殺した」としている。これに対して『世語』・『雑記』では「食器の音を武器の音と勘違いした曹操が無実の家人を殺した」という話になる。さらに『雑記』では「私が他人を裏切ったとしても他人が私を裏切ることは許さない」と言った話を付け加えている。その後、曹操は家財を投じて陳留郡己吾において挙兵した。なおこの時に現地の有力者である衛茲の援助を受けたともいう（『世語』）。
初平元年（190年）に袁紹を盟主として反董卓連合軍が成立し、曹操は行奮武将軍に推薦される（行は代理・臨時の意味）。同盟軍の中の一人鮑信は曹操を高く評価して行動をともにするようになる。連合軍の諸将は董卓軍を恐れてなかなか攻撃しようとしなかったが、曹操は鮑信・衛茲らと共に董卓軍の徐栄と戦うも敗北し、衛茲や鮑信の弟である鮑韜も戦死した。曹操は軍を立て直そうと各地で兵士を募集したが今ひとつうまく行かず、わずかな兵とともに河内の袁紹に合流した。
董卓は洛陽を焼き払い西の長安に遷都したので、諸将の関心は董卓を相手にするよりも関東で誰が覇権を握るかに移った。袁紹は幽州牧劉虞を皇帝に押し立てようとしたが、劉虞が拒否したために頓挫する。その後、劉虞は部下であった公孫瓚に取って代わられ、冀州牧であった韓馥も公孫瓚に破れたので冀州を袁紹に譲り渡し、袁紹が冀州牧となる。
一方、南では袁紹の弟袁術が孫堅と同盟を組んで進軍し、洛陽一番乗りを果たすなど活躍した。ここに至り、袁紹陣営と袁術陣営は完全に敵対関係となり、連合軍は解体した。

### 飛躍
初平2年（191年）、黒山軍が魏郡・東郡に攻め寄せて東郡太守の王肱はこれを防ぎきれなかったので、曹操は鮑信とともに軍を率いて黒山の一部を破った。これにより袁紹の推薦で東郡太守となった。初平3年（192年）には黒山軍の本拠地を攻め、眭固や黒山に呼応した匈奴の於夫羅に勝利した。
同年、兗州刺史の劉岱が青州から来た黄巾軍に敗死する。そこで鮑信らは曹操を迎えて兗州牧とした。そして黄巾軍と戦い、鮑信が戦死するなど苦戦しつつも兵30万人、非戦闘員100万人を降伏させ、その中から精鋭を選んで自軍に編入し、「青州兵」と名付けた。
さらにこの時に袁紹の元にいた荀彧が曹操の元に馳せ参じ、曹操は「我が子房が来た」と大いに喜んだ。荀家は士大夫の名門であり、荀彧はその人脈から荀攸・鍾繇・郭嘉など優秀な人材を曹操に推薦した。
この頃に長安から兗州牧として任命された金尚という人物がやってきたが、兗州を渡す気のない曹操はこれを追い返した。金尚は袁術を頼っておちのび、袁術は初平4年（193年）に兗州へと攻め込んだ。袁術は公孫瓚に救援を求め、公孫瓚は劉備や徐州牧・陶謙を派遣する。曹操は袁紹と協力してこれらを打ち破った。さらに侵入してきた袁術軍も打ち破り、劉表に背後を絶たれた袁術は本拠地の南陽郡を捨て、寿春に落ち延びていった。
これ以前に曹操は陶謙またはその配下に父の曹嵩や弟の曹徳を含めた一族を殺されている。その恨みを晴らすべく、初平4年とその翌年の興平元年に徐州に二回の侵攻を行う。陶謙から十数城を奪い、至るところで殺戮を行い「男女数十万人」を殺し、鶏や犬すらいなくなったという。
曹操が徐州に侵攻している隙を突いて張邈が曹操の部下陳宮と謀り、呂布を迎え入れ曹操に反逆したため、兗州は三城を除いて呂布のものとなった。曹操は兗州に戻り、呂布と交戦するが中々決着がつかず、両軍ともに食糧不足に陥り戦闘は中断される。この時期、袁紹から援兵5千の代わりに家族を袁紹の元に避難させよと申し入れがあり、弱気になった曹操はこの話を入れようとしたが程昱の反対もあり、これを断る。
興平2年（195年）春、呂布の勢力圏である定陶を攻撃。救援に駆けつけた呂布の軍勢を撃破する。さらに同年夏には鉅野を攻めて薛蘭や李封を撃破した。呂布と陳宮が数万の軍勢を率いて再度来襲してきたが、この時曹操軍はみな麦刈りに出向いて手薄だったので、曹操は急遽軍勢をかき集めると、伏兵を用いて呂布軍を大破した。呂布は陶謙死後に徐州牧になっていた劉備を頼って落ち延び、張邈もそれに付き従ったが、曹操は、張邈が弟である張超に家族を預けているのを知ると、張超を攻撃する。これにより同年秋、兗州を全て奪還した曹操は、長安の朝廷から正式に兗州牧に任命された。同年冬、屠城を加えて張超を破り、張邈の三族（父母・兄弟・養子）を皆殺しにした。張邈は逃走中に部下に殺された。
この頃、長安では呂布らを追った李傕・郭汜・張済らが朝廷の実権を握っていた。しかし李傕らは常に内紛を続けており、その隙を付いて董承や楊奉らに伴われて献帝は東へと脱出した。建安元年（196年）1月、荀彧と程昱の勧めに従い、献帝を自らの本拠である許昌に迎え入れた。献帝は曹操を大将軍とし、武平侯に封じた。献帝を手中にした曹操は袁紹に対して太尉の地位を送るものの曹操の大将軍よりも価値が劣ると感じた袁紹はこれを拒否した、そこで曹操は袁紹に大将軍の地位を譲り、自らは司空・行車騎将軍となった。
そしてこの年に曹操は棗祗・韓浩らの意見を採用して、屯田制を開始している（#政治・軍事で後述）。
李傕は漢政府の命を受けた韓遂や馬騰によって滅ぼされ、郭汜も部下の裏切りによって殺される。張済は劉表との戦いで命を落としたが、従子の張繍が後を継ぎ、劉表と和解して宛に駐屯した。
建安二年（197年）春、宛に張繡を攻めて降伏させたが、すぐに背いて反乱を起こし、曹操軍は大敗。長男の曹昂・弟の子の曹安民と勇将典韋を失い、曹操自身も矢傷を負った。翌建安三年（198年）にも張繡を穣に包囲した。しかし袁紹が許都を狙っているとの情報が入ったので撤退。張繍・劉表軍から追撃を受けて苦戦するが、伏兵を用いて敵軍に大きな打撃を与えた。そして建安四年（199年）に張繍は劉表から離れて曹操に降伏した。
その頃、寿春に逃れていた袁術は孫策らを派遣して江淮・江東を制圧。勢力を立て直すことに成功していた。これに気を良くした袁術は帝位を僭称し、仲という国を建てた。曹操はこれに対して呂布や孫策と結んで袁術を包囲する。袁術は打開のために北へ出兵するがうまく行かず、曹操が出陣して袁術の主力軍を壊滅に追い込む。勢力を失った袁術は袁紹を頼ろうとするが劉備らに阻まれて途中で死亡した。続いて徐州の呂布も滅ぼす（下邳の戦い）。ただし徐州大虐殺の影響は色濃く、曹操は徐州を臧覇ら泰山出身の諸将に任せる間接統治を取った。

### 官渡の戦い

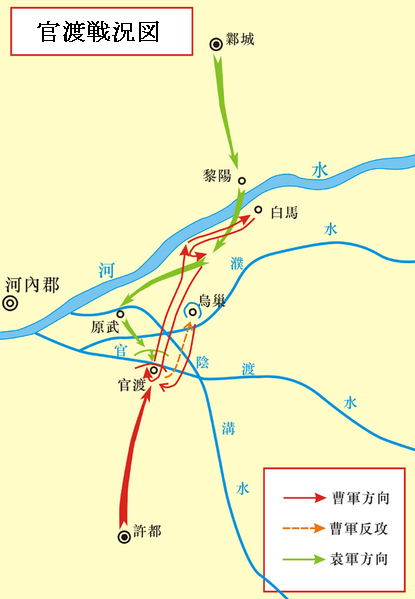
官渡戦況図

同年、公孫瓚を滅ぼし、河北を完全に支配下に入れた袁紹は長子の袁譚を青州刺史、次子の袁煕を幽州刺史、甥の高幹を并州刺史においた。
来る袁紹との決戦に備えて曹操は準備を始める。南の荊州を支配する劉表は袁紹と同盟していたので、劉表の将張羨に使者を送って味方につけて、牽制させた。許都内部でも董承や呉子蘭らが謀反を企んだとして処刑した。朝廷内にいる反曹操分子を予め排除しておく意図があったと推察される。またこの謀に参加していたとされる劉備は曹操によって徐州に派遣されていたが、そのまま徐州を乗っ取ってしまっていた。建安五年（200年）正月に曹操は劉備を討ちに徐州へ出兵する。袁紹軍の田豊はこの機に乗じて許都を襲うべきだと袁紹に図ったが、袁紹は子どもの病気を理由にこれを退けた。曹操に破れた劉備は袁紹の元に走り、劉備の将関羽を捕らえて客将とした。
曹操は黄河沿いにある官渡に城塞を築き、建安四年末にここに兵を進めた。そして翌建安五年2月に袁紹が南下の軍を起こす（官渡の戦い）。その兵力は歩兵10万・騎兵1万、これに対して曹操軍は1万未満とされる。袁紹軍はまず黎陽（河南省浚県）に集結し、曹操軍が守る対岸の白馬（滑県）を顔良を将軍として攻撃させた。これに対して曹操は荀攸の「相手の後方を突くふりをして敵の兵力を分散させ、その隙に顔良軍を急襲する」という策を採用し、顔良を討った。曹操軍は引き返し、袁紹軍はこれを追って黄河を渡る。袁紹軍の先鋒は文醜であったが、伏兵を持ってこれも討ち取ることに成功、兵を帰して官渡に布陣した。袁紹軍はこれを追って官渡の北陽武に兵を進める。袁紹軍は土山や櫓を作って城内に矢を射かける。これに対して曹操軍は発石車という投石機で対抗する。次に袁紹軍は城壁の下にトンネルを掘って城内に侵入しようとするが、曹操軍は塹壕を掘ってこれを妨害する。戦いは長期戦の様相を呈するが、曹操軍は兵糧が不足し始め、脱出者も出るようになる。曹操自身も弱気になって留守を守る荀彧に退却しようかとの手紙を出すが、荀彧はこれを否定して曹操を励ました。
十月、袁紹は大量の兵糧を北方から運ばせて烏巣（現在の延津県付近）に駐屯させた。袁紹の配下で曹操の旧知である許攸は曹操軍に寝返って、烏巣に大量の食料があることを告げる。これに応えた曹操は自ら兵を率いて烏巣を急襲し、兵糧を燃やした。この報を聞いた袁紹は烏巣の救援と曹操の本拠地官渡を攻めるという2つの選択肢を2つとも採用して兵力を分割し、どちらも失敗するという最悪の結果に終わった（烏巣の戦い）。結果、袁紹は800ほどのわずかな供回りとともに河北に脱出。戦いは曹操の勝利に終わった。この時に袁紹軍の7万とも8万ともいわれる大量の捕虜を獲得したが、曹操軍はこれを皆殺しにした。この行為は徐州大虐殺と並んで曹操の悪名を高める大きな原因となった。
なおこの戦いの終わる前に、袁紹の出身地である汝南で、黄巾の残党である劉辟らが兵を挙げており、袁紹は劉備を派遣してこれを支援したものの曹操に攻められて劉備は劉表の元へ逃亡した。
官渡で破れた袁紹に対して冀州の各所で反乱が起き、袁紹はこれを収めるも建安七年（202年）に病死する。長子の袁譚と末子の袁尚との間で後継争いが勃発し、袁氏陣営は2つに分裂する。曹操はこれらを撃破し、建安十一年（206年）までに河北の制圧を完了。翌建安十二年（207年）には諸将に対して大規模な論功行賞を行う。袁尚と兄袁煕は烏桓に逃げ込んでいたが、これも討って袁氏兄弟は遼東太守の公孫康の元へ逃げるも公孫康は兄弟を殺して、その首を曹操へと送ってきた。

### 赤壁の戦い

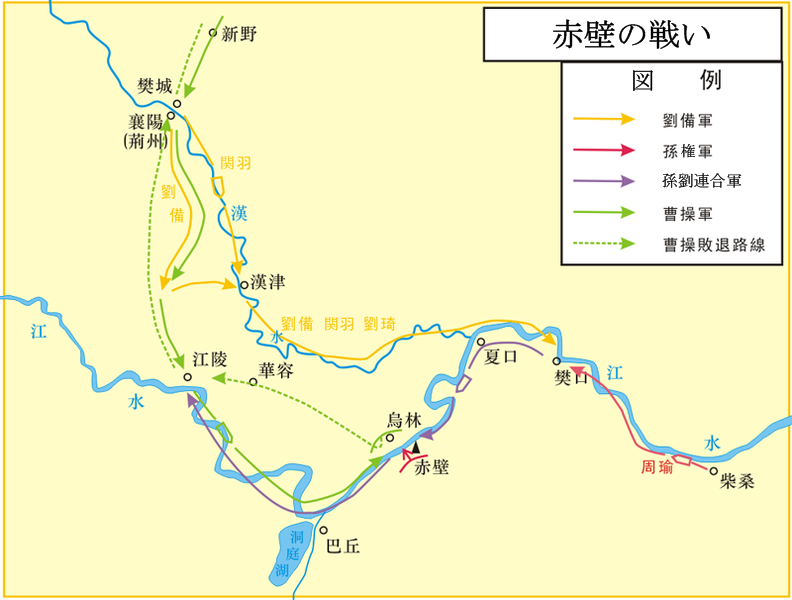
赤壁の戦い要図

建安十三年（208年）、袁氏勢力を完全に滅ぼした曹操は江南征服に向けて鄴に玄武池という大きな池を作り、ここで兵士に水軍訓練を施した。江南には河川が多く、華北の兵にとって不慣れな水の上の戦いになることが想定されたからである。そして三公制度を廃して漢初の丞相・御史大夫制度に戻し、自ら丞相となった。
同年7月に曹操は南征を開始した。同8月に劉表が病死する。劉表死後の陣営では長子の劉琦は江夏太守となり、弟の劉琮が後を継いで、曹操に降伏した。劉表のもとで新野に駐屯していた劉備は降伏のことを聞かされていなかったので、慌てて逃げ出して長阪にて曹操の軽騎兵に追いつかれて追い散らされるも関羽の水軍および劉琦の軍と合流して夏口（武漢付近）に布陣した。
江陵に入城した曹操は荊州の人士に対して論功行賞を行って荊州を治めつつ、東の孫権に対して降伏勧告の書状を送った。孫策は建安五年（200年）に刺客の手に倒れており、弟の孫権が後を継いでいた。孫権陣営は張昭を始めとした降伏派と魯粛・周瑜らの開戦派に分かれたが、劉備から使わされていた諸葛亮の言葉もあり、孫権は開戦を決断する。
曹操軍と孫権・劉備連合軍は赤壁にて対峙するが、黄蓋による偽りの降伏と火攻めにより、曹操軍は大損害を受ける。さらに南の気候に不慣れな曹操軍の間では疫病が蔓延しており、不利を悟った曹操は北へ撤退する。

### 魏公・魏王へ
赤壁の敗戦は曹操の権威を大きく落とすこととなる。建安十四年（209年）、曹操は水軍を立て直し合肥に軍を進めて、北進してきた孫権軍と対峙し、同時に軍屯田を開いて持久戦の構えを整える。
翌建安十五年（210年）に「求賢令」を出す。内容は「（管仲を登用せずに）もし清廉な士だけを用いていたら桓公は覇者になれただろうか。唯だ才能ある人物を挙げよ」という曹操の唯才主義を表明した文書として有名である（#唯才主義で後述）。
建安十六年（211年）、漢中を占拠していた五斗米道の張魯を討つために鍾繇を派遣すると、この動きに反応した馬超・韓遂ら関中の諸将が反乱を起こす。曹操は自ら軍を率いてこれを撃破。夏侯淵を長安において鄴へ帰還する。その後も馬超・韓遂らは反乱を続けるが、夏侯淵の手によって建安十九年（214年）までに関中・涼州の制圧は完了する。漢中の張魯も建安二十年（215年）に降伏し、華北の統一が完成した。漢中の守将には夏侯淵が置かれた。
並行して東の孫権軍とも何度か戦いを繰り返すがどちらも決定的な勝利を収めるには至らなかった（濡須口の戦い）。
建安十七年（212年）、関中から帰った曹操は「賛拝不名・入朝不趨・剣履上殿」の特典を得る。さらに曹操に九錫を与え、位を魏公に進める提案がなされたが、荀彧はこれに反対した。その後、荀彧は尚書令を解任され、孫権との戦いに随行し、途中で病死したとされる。しかし実際には荀彧には空の弁当箱を送り、自死を強いられたとも言われる。
荀彧が死んだ後の建安十七年に曹操は冀州の十郡を領地として魏公の位に登り、九錫を与えられた。九錫は王莽に与えられた特典であり、簒奪の前段階であることは誰の目にも明らかであった。さらに漢中から帰った建安二十一年（216年）に魏公から魏王へと進む
曹操の魏公・魏王就任に対する反発から朝廷内で曹操に対する不満は高まっていた。建安十九年（214年）に献帝の皇后伏皇后が殺されるという事件が起きる。伏皇后は献帝が曹操を恨んでいるという手紙をかつて父の伏完に送ったことがあり、露見して殺されるということになった。これに数百人が連座した。続けて建安二十三年（218年）に太医令吉本が耿紀らと共に反乱を起こして許都を攻めるが敗れてみな処刑された。翌二十四年（219年）に魏諷が仲間を集めて鄴を占拠せんとしたが失敗して処刑された。
劉備は益州の劉璋を攻めてこれを併合していたが、建安二十三年に益州から北上して漢中へと侵攻してきた。曹操も出陣して長安に兵を進めるが、陽平関にて夏侯淵は劉備軍に敗れて敗死（陽平関の戦い）。曹操は劉備を攻めるも守りが堅く、曹操が病気を発したので撤退した。荊州に駐屯していた関羽はこちらも北進の軍を起こして曹仁が守る樊城を攻めたが、孫権は曹操の元へ使者を送り、劉備との同盟を破棄して関羽を攻撃することを約束した。孫権の将軍呂蒙は荊州を攻撃して陥落させ、これを聞いた関羽は撤退しようとするが途中で呉軍に捕らえられて切られ、その首は孫権から曹操へと送られた。

### 最期
建安二十五年（220年）正月、曹操は病死した。享年66。
曹操は「天下は未だ収まっていないから古例に従うことは出来ない。埋葬が終わったならすぐに喪を明けよ。各地の軍隊は持ち場を離れてはいけない。官吏はその職務に努めよ。埋葬に当たっては平服を用い、金銀珍宝を副葬してはならない」と遺令した。
後を曹丕が継ぎ、同年十月に献帝から禅譲を受けて魏を建て、曹操は武帝の諡号と太祖の廟号を贈られた。

## 人物・事績

### 政治・軍事

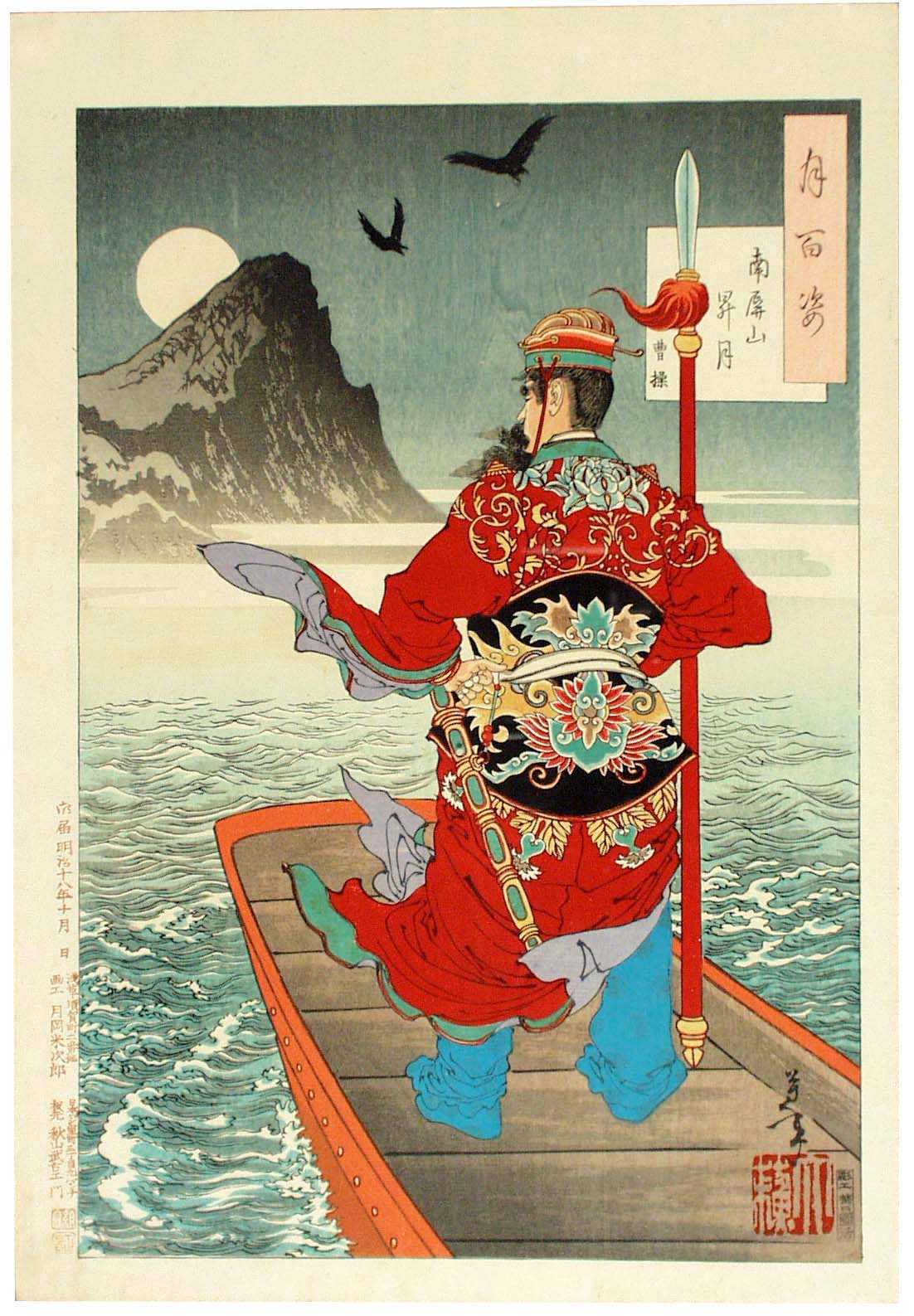
『南屏山昇月』（月岡芳年『月百姿』）赤壁を前にする曹操

曹操が始めた屯田制・戸調制・兵戸制などは魏に受け継がれ、その後の魏晋南北朝時代の制度の礎となった。
当時は戦乱の影響により農民が逃げ出して流民となり、空いた耕地が多数残されていた。屯田制はこの空き地に流民を割り当てて耕作させるものである。当時の群雄たちの間では軍糧確保に窮しており、袁紹は桑の実を袁術はドブガイを食料としていたという。曹操軍も程昱が食料に人肉を混ぜたとか、曹操の命令で食料支給を減らしたことで兵士から不満が出たので、担当官に罪をなすりつけて処刑したなどとの話が残る。このような状況を打開するために建安元年（196年）に棗祗・韓浩の建議により屯田が行われた。
屯田民には50畝（3.3ヘクタール）の土地および農具・耕牛が貸し与えられ、それに対して収穫の5割（牛を借りた場合は6割）という一般民の5から6倍という高額の税を収める。屯田民は一般民が郡県に所属するのに対して典農中郎将（郡の太守と同格）・典農校尉（小郡太守と同格）・典農都尉（県令と同格）ら田官の下の特別の戸籍に入れられた。この政策により、曹操軍は百余万斛の食料を得た。その後の魏晋南北朝時代においてもこの形態の屯田は続けて行われた。
兵戸制は特定の家に対して永代の兵役義務を負わせるもので、その元は上述の青州兵である。兵戸制は呉や蜀でも行われ、南北朝時代まで続いた。
建安九年（204年）に新たな税として、畝ごとに田租4升・戸ごとに絹2匹・綿2斤を定めた。それまでの税は田租と算賦という人頭税の二本立てであり、ここで個人から戸ごとの徴収に切り替わったことが歴史的に見ても大きな意味を持つ。

### 唯才主義
曹操を表す大きな特徴として「唯才主義」が挙げられる。
建安十五年（210年）に出した「求賢令」の中で「唯だ才是れを舉げよ」と述べたことは前述したが、それ以前からその姿勢は一貫していた。潁川郡の名士である荀彧の紹介により数々の人材が曹操のもとに集ったが、そのうちの戯志才・郭嘉は素行が悪く、郭嘉は同僚の陳羣から糾弾されていたが曹操はますます重用するようになった。またかつて曹操が孝廉に挙げた魏种が裏切って逃げ出した時に曹操は「どこへ逃げても探し出してやるぞ」と怒っていたのだが、いざ魏种が捕らえられると再び採用し、その理由を聞かれると「唯だ其れ才なり」と答えたという。他にも官渡の戦いの前に袁紹陣営にいた陳琳が曹操の祖父・父のことから曹操自身のことまで罵った檄文を出したが、戦後陳琳が降伏してくると「自分のことを言うのは良いが、父祖のことまで悪く言ってくれるな」と言って陳琳を幕下に加えたなど、曹操の唯才主義を示すエピソードが多数残る。
しかし一方で気に入らない人間には容赦なかった。孔融は孔子20世の子孫と言い、建安七子の一人に数えられることもある当時指折りの文化人であり名士であった。しかしその才は曹操が重視する実務に向かず、度々曹操の政策に弁舌を持って反対したために死刑に処された。孔融と仲の良かった人物に禰衡がおり、こちらも歯に衣着せぬ言説で有名であった。禰衡は曹操や荀彧を高く評価せず、孔融と楊修だけを認めた。禰衡は曹操に仕えようとしたが、劉表の元へ送られ、そこで殺されることになる。
曹操の求めるのはあくまで実務の才であって、孔融のような浮華の徒は必要としていなかったのである。
しかし罪のない華陀や崔琰を殺したことには後世の批判が集まるところである。

### 文化
曹操は文化特に詩を愛すること深く、陣中にあっても読書・詩作に熱心であった。曹操・曹丕・曹植の三人を合わせて「三曹」と呼び、建安文学の中心的存在とされる。その文学サロンには当時の一流の文化人が集まり、その代表格を建安七子と呼ぶ。曹操の詩は全て五言・四言の楽府である。曹操の詩の特徴としては曹操以外の作者の建安詩に見られるような悲嘆を表現した詩と楽観的で豪放磊落な詩が両方存在していることにある。代表的な作品として『文選』27巻 楽府上 楽府二首に収録された下に記す「短歌行」が代表作である。
詩以外にも文章・音楽に通じ、『孫子』に注釈を付けている（『魏武注孫子』）。

### 身体的特徴
曹操の身長は同時代人と比べても低かったとされる。後述の陵墓の発掘結果によれば、その身長は約155cmであった。同時代の劉備は七尺五寸・諸葛亮が八尺あったという（当時の尺は24cm余り）。『世説新語』には「曹操が匈奴の使者と引見する時に、代わりに崔琰を立てて自分はその従者の振りをしていた」との話が残る。ただその後に匈奴の使者は「曹操（の振りをした崔琰）よりもその従者（の振りをした曹操）こそが英雄です」と応えたという話が続く。

## 曹操の扱いの変遷

### 清代までの曹操像

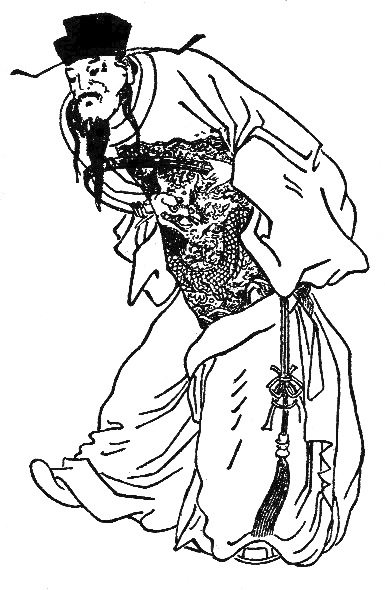
『三国志演義』で挿絵で描かれる、一般的な曹操の肖像画

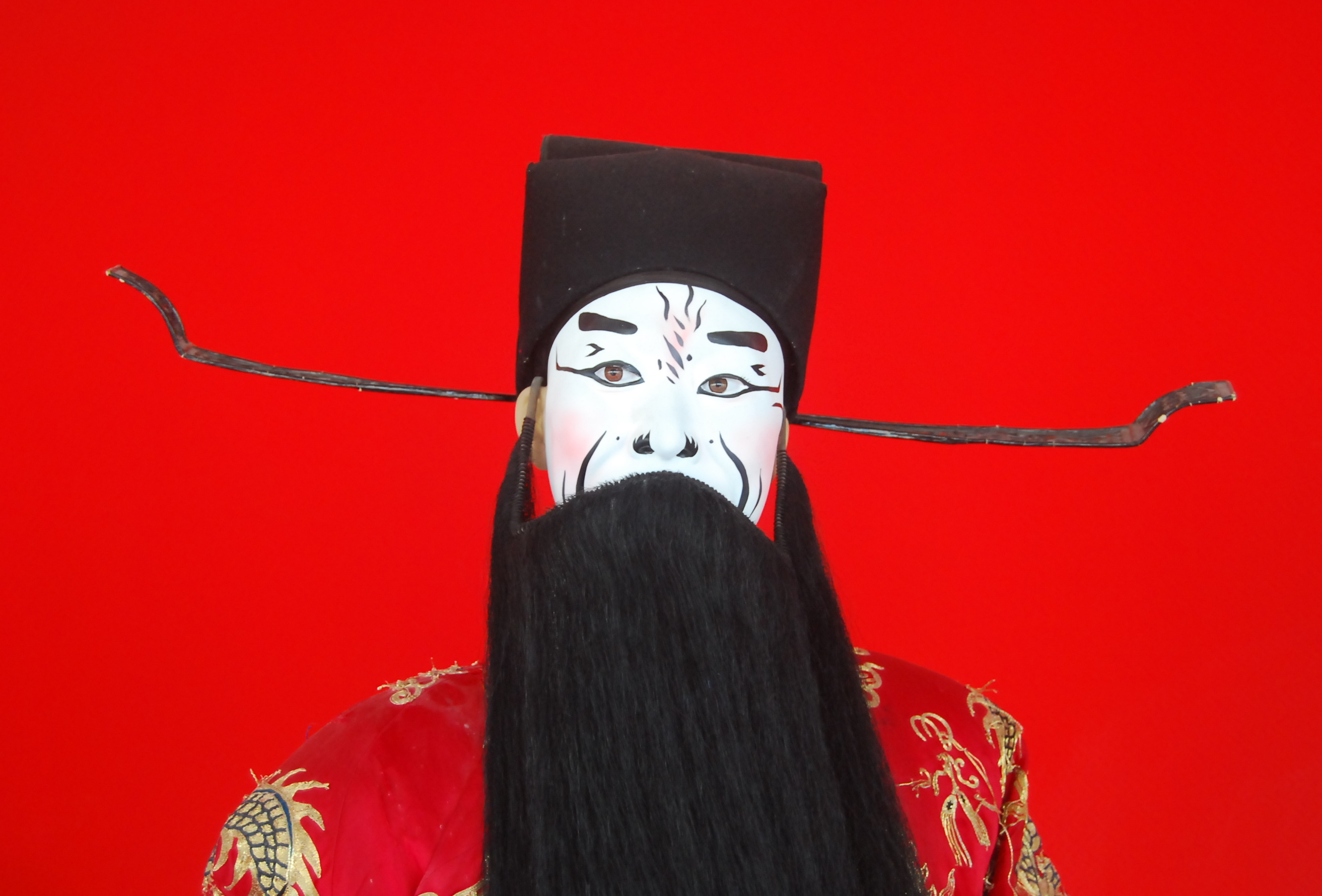
京劇の曹操

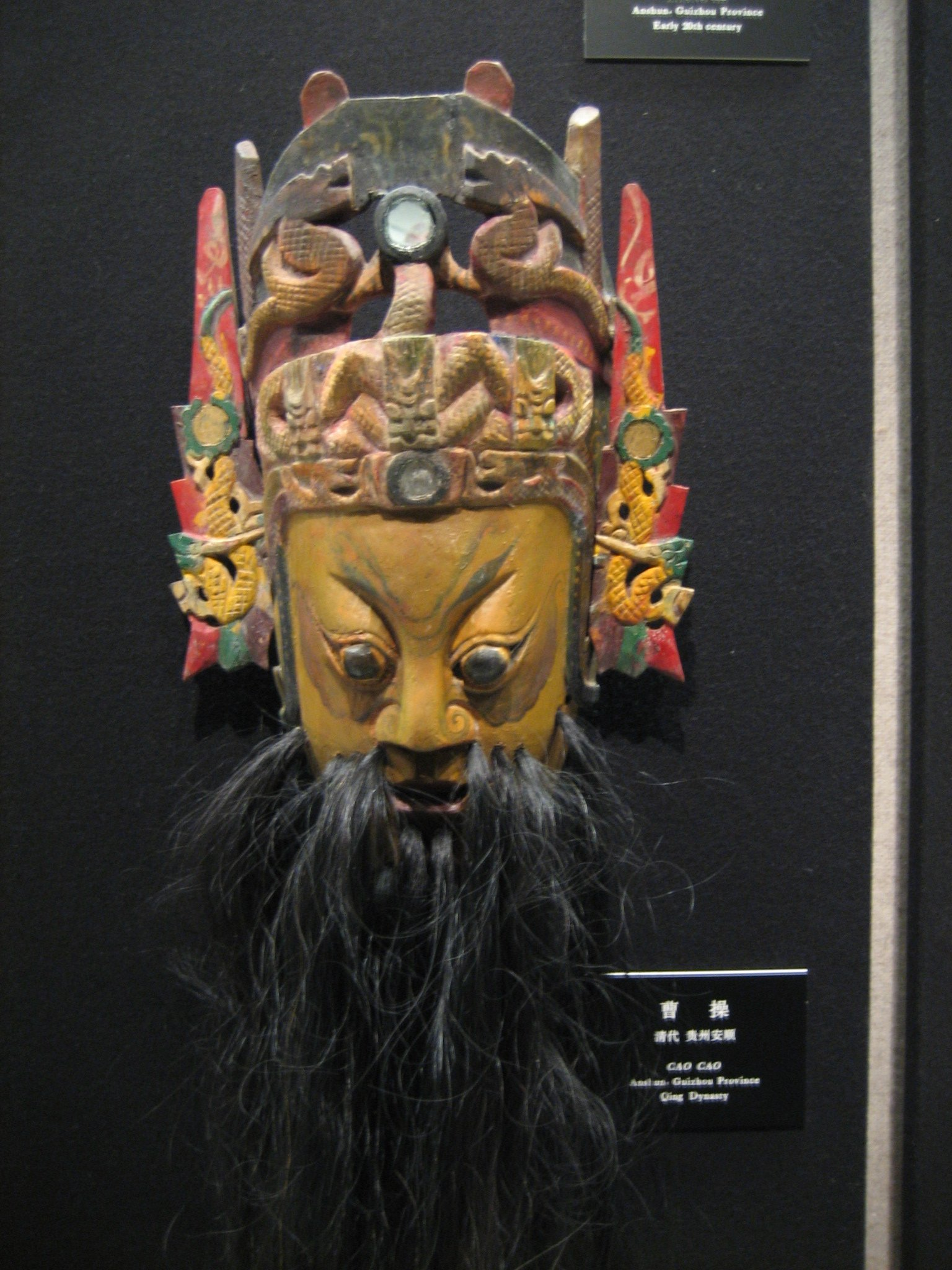
中国の儺劇の曹操の面（清代）

『三国志』著者陳寿の曹操への評価は「非常の人、超世の傑」という絶賛と言えるものである。もちろんこの評価には陳寿は魏から禅譲を受けた西晋に仕えており、魏を正統としていることに留意が必要である。
西晋が追い落とされて、南へ逃れて東晋となった後は曹操への否定的評価が出てくる。習鑿歯が著した『漢晋春秋』はいわゆる「蜀漢正統論」を唱えた最初の書で曹操を簒奪者であるとしている。しかしそれ以後も基本的には曹操英雄論、曹魏正統論が主流の時代が続く。北宋に入った後も司馬光の『資治通鑑』は曹魏を実質上正統とし、曹操を肯定的に評価している。
これらの評価は漢魏の事例を初めとしてその後の魏晋南北朝時代・隋唐五代において禅譲という行為が繰り返されたからという背景があるとも考えられる。宋の太祖趙匡胤もまた後周から禅譲を受けて宋を建てたのであり、『四庫全書総目』（巻45史部1）は太祖の事例が曹操のそれと似ていたために北宋の学者は曹操を批判することを避けたとしている。
一方で同時代の欧陽修は当初曹魏を正統としていたが、後にそれを撤回して「曹魏の悪は子供でも知っている」と述べる。蘇軾は「赤壁賦」で曹操のことを英雄として評価しているが、曹操の残虐さを批判もしている。宋が華北を金に奪われて南宋となると、金を魏に宋を蜀漢にそれぞれ比定する考え方が生まれる。そして朱熹が『資治通鑑綱目』にて蜀漢を正統としたことで、蜀漢正統論が完全に主流となった。
北宋代には説三分という講談調（説話）の三国志物語が街で行われており、蘇軾『東坡志林』には、「講談を聞いた子供たちは劉備が負けると涙を流し、曹操が負けると大喜びした」との記述がある。南宋から元の頃にはこれらの物語が『三国志平話』と呼ばれる書物にまとめられた。その後、羅貫中が三国物語をまとめ直したものが『三国志演義』で、蜀漢の陣営を正統とみなし、曹操は悪役として扱われる。『演義』を元とした京劇でも曹操は悪役として扱われ、臉譜（隈取）も悪役を表す白塗りである。
このように金を敵視する南宋および元を追い落とそうとする紅巾軍では金・元を魏・曹操に、自らを蜀の諸葛亮らに重ね合わせた。これにより曹操は正統王朝の漢を乗っ取った悪人として広く一般に認識されることになる。

### 近現代の再評価

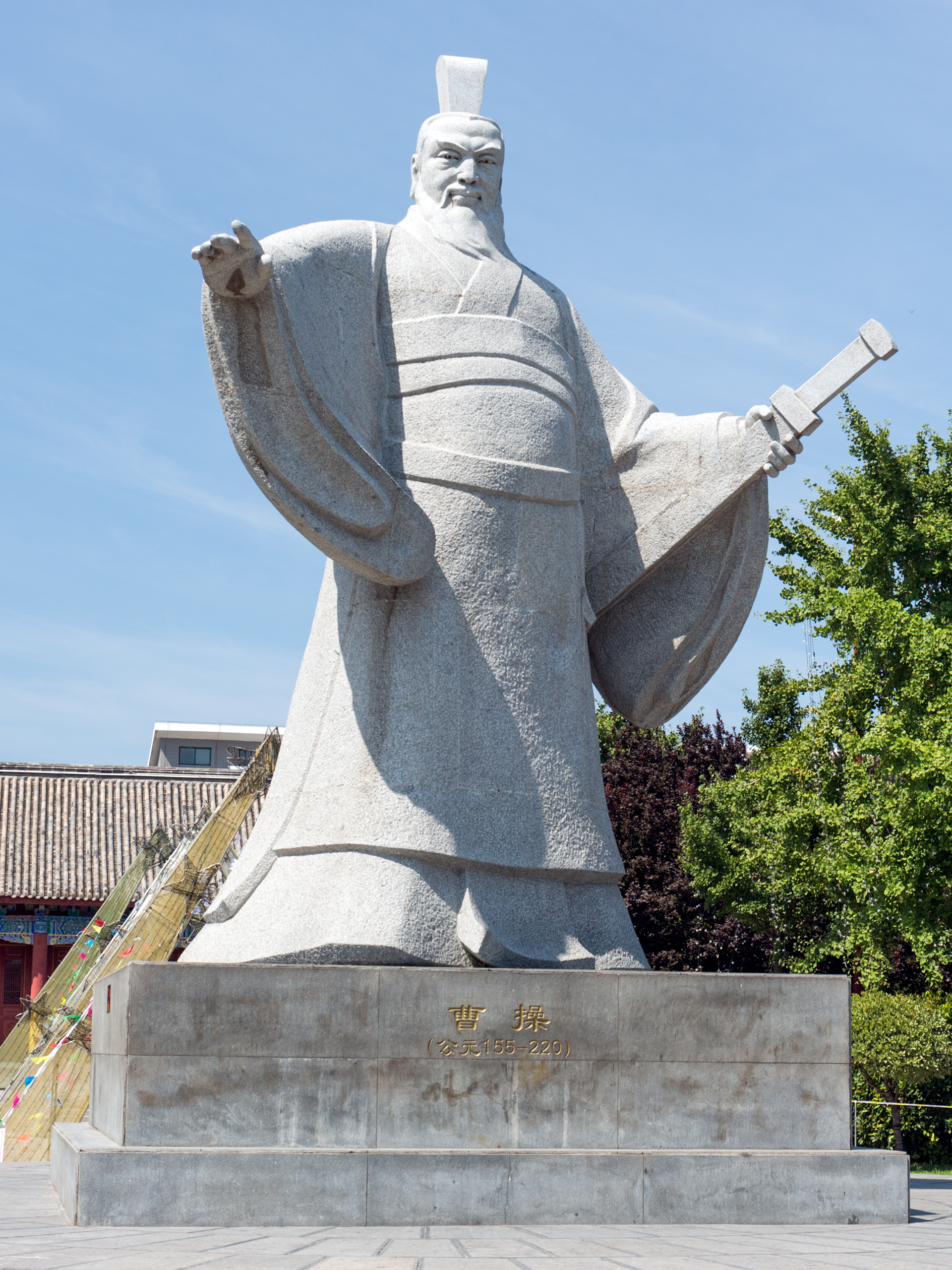
許昌にある曹操像

清代までこの状況は続いたが、清が倒れると曹操再評価の動きが見られるようになる。章炳麟や魯迅が曹操を評価し、京劇においても単なる悪役ではない曹操像が描かれるようになる。中華人民共和国が成立すると毛沢東は孔子を排撃する一方で、それまで非難されてきた始皇帝・王安石らと共に曹操を再評価しようとした。
歴史学者であり、政府の要人でもあった郭沫若がこれに応えて1959年初めに曹操評価の論文を複数発表した。その中で「黄巾起義軍を鎮圧したが、その行動理念を継承して黄巾を青洲兵として組織化した。」「豪族を抑えて農民を保護した」「烏桓を討って辺境を安定させた。」「建安文学をおこした」などの評価を与えた。これに対してそれから半年の間に140を超える賛否両論が出された。それらの主なものは翌1960年に『曹操論集』として出版された。
現在では日本でも中国でも小説・漫画・ゲーム等々様々な媒体で曹操は理知的な英雄として描かれている。万能の天才・時代を超越した人物と陳寿の評に回り戻ってきたと言える。しかしこの現在の曹操像もまた先の時代の評価と同じく、時代の要求に沿った偏向が為されたものであることに留意が必要である。

## 陵墓
曹操の埋葬地は長年不明であったが、1998年に中国河南省安陽市安陽県安豊郷西高穴村で発見された後趙時代の武人の墓誌から、同村付近にあると推定され、2005年に発見された同地の大型古陵が墓誌に記された方位と『元和郡県図誌』と合致することから、曹操の陵墓とみなして発掘調査を進めた。
この結果、約740平方メートルの面積の陵墓から、曹操を示す「魏武王」と刻まれた石牌など200点以上の埋葬品や60代前後の男性の遺骨と女性2人の頭部や足の遺骨が発見され、中国河南省文物局が曹操の陵墓であるということを2009年12月27日に発表、中国社会科学院など他の研究機関も曹操高陵の可能性が高いとした。2018年3月には河南省文物考古研究院によりこの陵墓が曹操のものであるとほぼ断定されており、改めて60代前後の男性の遺骨も曹操のもので間違いないと報じられている。

## 余談

### 子孫
2009年に曹操の陵墓が発見されたが、その真偽を確かめるために、復旦大学では、被葬者の男性のDNAと全国の曹姓の男性のDNAを照合することになった。漢民族では姓は男系で継承されるため曹姓の男性は曹操のY染色体を継承していると考えられるためである。
復旦大学は中国全国の「曹」姓の家系258系統を調査。「曹操の子孫」の可能性がある8族についてさらに系統DNA検査を実施した。その結果6系統を「曹操の子孫」と断定した。
曹髦の66代目の子孫、曹操から数えて70代目の直系子孫にあたると伝えられている曹祖義が遼寧省東港市に住んでいる。最近発見された曹操の墓の真偽の判定を下すため、その他の曹姓の男性と共に復旦大学でDNA鑑定を受けた。検査の結果曹祖義は子孫とされる中で最も曹操の直系に近いとされた。
また、これまで曹操の血縁上の繋がりがあるとされてきた夏侯氏の子孫のDNA鑑定を行ったところ、曹氏と夏侯氏の血縁関係は認められなかった。
一方、曹操の墓の発見を受けて曹操の子孫を名乗る人々も現れている。なかには司馬氏の迫害を逃れるために「操」姓に改姓したという「操氏」の人々もいる。

## 逸話
- 献帝の初平年間（190年 - 193年）ごろに、長沙郡（現在の湖南省長沙市）の人である桓という男が亡くなった。ところが棺に収めてから1か月余り経ってから、母親が棺の中で声がするのを聞きつけ、蓋を開けて出してやると、そのまま生きかえった。占いによると、「陰の極致が陽に変ると、下の者が上に立つ」ということである。その後果たして曹公（曹操）が平役人の中から頭角を現して来たのである[226]。
- 魏武帝（曹操）が洛陽に建始殿を建てたとき濯龍園の木を伐採していたところ血が流れでた。また梨の木を移植しようとして根を傷つけたところ血が流れ出た。武帝（曹操）はこれを縁起でもないと嫌な気持ちでいたがやがて病に臥しその月に亡くなってしまった。この年を武帝（曹操）の黄初元年としたのである[227]。
- 董遇が曹操の征西に付き従ったとき、孟津から弘農王の墓を通る道を取ったことがあった。曹操は参詣してよいものかどうか迷い、振り返って側の者に尋ねたが、側近には答えられる者がなかった。董遇はそこで身分を超えて進み出で、申し述べた「『春秋』の道理では、国君が即位して年を越さずに亡くなった場合は君主としての資格が不充分であるとしております。弘農王は位に就かれてから日が浅かった上、暴臣（董卓）に自由を奪われ、降等して藩国におられました。参詣すべきではありません。」曹操は参詣せずに通り過ぎた[228]。
- 『英雄記』には曹操が作った「董卓の歌」を載録している。その辞には、「徳行が欠けることがなくても、変事が起こって平常を保つことは難しい。鄭康成（鄭玄）は酒盛りのうちに、地面に伏して息絶え、郭景図（郭図）は桑畑で命を終わった」とある。この叙述の通りであれば、鄭玄は病気でもないのに死去したことになる。
- 明代の張溥が著した過去の人物の史書などに記載された詩文をまとめた『漢魏六朝百三家集（中国語: 漢魏六朝百三家集）』のうち、曹操について記載された『魏武帝集』には曹操が諸葛亮に対して、当時口臭予防に用いられた鶏舌香を五斤送って気持ちを表したとの記述がある[229]。
- 羅貫中が著したとされる白話小説『三国志演義』では、曹操の死直前に華佗が治療を施す場面がある。その際、華佗は脳を二つに切り裂き腫瘍を取ることを曹操に提案したが、曹操はそれを聞くなり激怒し華佗を投獄したとされている。
- 曹操が行軍中に兵が喉が渇いていて遅々と進まなかった。曹操は「前方に梅林がある」と言うと、兵士たちは梅と聞いて唾液が湧き、おかげで水源にたどりついた（望梅止渇）[230][231]。

### 諺
曹操の話をすると曹操が現れる（説曹操,曹操到）。
講談などで、曹操打倒の陰謀を図ると露見してしまうことから、日本の「噂をすれば影が差す」と同じ意味で使用される。

曹操が呂布を殺す（曹操殺呂布）。
後悔するの意味。

## 家族

### 父母
- 曹嵩
- 丁氏

### 弟
1. 曹徳[注 14]
2. 曹彬（薊恭公）
3. 曹玉（朗陵哀侯）

### 妻子
- 正室[要出典]（一説に側室）：劉夫人
  - 長男：豊愍王 曹昂（子脩）
  - 次男：相殤王 曹鑠 - 早世
  - 長女：清河公主
- 継室：丁夫人
- 継々室：卞王后（贈武宣皇后）
  - 三男：文帝 曹丕（子桓）- 初代皇帝
  - 四男：任城威王 曹彰（子文）
  - 五男：陳思王 曹植（子建）
  - 男子：蕭懐王 曹熊 - 早世
- 側室：杜夫人（沛王太妃）- 元秦宜禄の妻
  - 男子：沛穆王 曹林
  - 男子：中山恭王 曹袞
  - 女子：金郷公主 - 何晏夫人
  - 女子：高城公主[注 15] - 金郷公主との同一人物説がある
- 側室：環夫人（環太妃）
  - 男子：鄧哀王 曹沖（倉舒）
  - 男子：彭城王 曹拠
  - 男子：燕王 曹宇（彭祖）- 第5代皇帝元帝の父
- 側室：秦夫人
  - 男子：済陽懐王 曹玹 - 早世
  - 男子：陳留恭王 曹峻（子安）
- 側室：尹夫人 - 元何進の子の妻
  - 男子：范陽閔王 曹矩 - 早世
- 側室：王昭儀
- 側室：孫姫
  - 男子：臨邑殤公 曹上 - 早世
  - 男子：楚王 曹彪（朱虎）
  - 男子：剛殤公 曹勤 - 早世
- 側室：李姫
  - 男子：穀城殤公 曹乗 - 早世
  - 男子：郿戴公 曹整
  - 男子：霊殤公 曹京 - 早世
- 側室：周姫
  - 男子：樊安公 曹均
- 側室：劉姫
  - 男子：広宗殤公 曹棘 - 早世
- 側室：宋姫
  - 男子：東平霊王 曹徽
- 側室：趙姫
  - 男子：楽陵王 曹茂
- 側室：陳姫
  - 男子：趙王 曹幹
- 側室：某氏[注 16] - 元張済の妻
- 生母不詳の子女
  - 女子（一説に長女）：曹憲 - 献帝貴人
  - 次女：曹節（献穆皇后）
  - 女子：曹華 - 献帝貴人
  - 女子：安陽公主 - 荀惲夫人
- 養子
  - 何晏（連れ子）
  - 秦朗（連れ子）
  - 曹真（従子とも）